# Harriet Arbuthnot
Harriet Arbuthnot (10 de setembre de 1793 - 2 d'agost de 1834) fou una diarista anglesa de començaments del segle xix, observadora social i amfitriona política del Partit Tory. Durant la dècada de 1820 fou l'«amiga més propera» de l'heroi de la batalla de Waterloo i primer ministre britànic, Arthur Wellesley, 1r duc de Wellington. Va mantenir correspondència i relació amb el duc durant un llarg temps, va plasmar-ho tot als seus diaris, que per tant són citats extensament en moltes de les biografies del Duc de Wellington.
Va néixer a la perifèria de l'aristocràcia britànica i va estar casada amb un polític membre de l'establishment, estava perfectament ubicada per conèixer les figures clau de l'època de la regència i l'època napoleònica. Registrà reunions i converses de manera textual, per això es convertí en «l'Artbuthnot» citada en moltes biografies i històries de l'època. Les seves observacions i memòries de les elits de poder britàniques no es limitaren a individus, sinó també a documentar la política, els grans esdeveniments i la vida diària, amb particular atenció als detalls, va proveir els historiadors amb una imatge clara dels esdeveniments descrits. Els seus diaris finalment foren publicats el 1950 com The Journal of Mrs Arbuthnot.

## Joventut

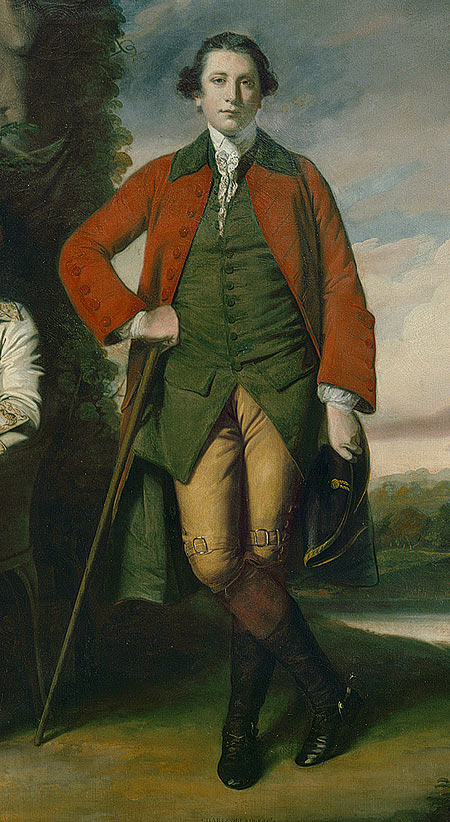
Henry Fane MP (1739–1802), pare de Harriet Arbuthnot.

Harriet Arbuthnot fou filla de Henry Fane, segon fill de Thomas Fane, vuitè Comte de Westmorland. Quan era jove, Henry Fane fou descrit com «molt ociós i descuidat i que passa molt de temps al camp». Tanmateix, trobà temps per convertir-se en membre del parlament per Lyme i el 1772 fou designat Encarregat dels Camins Privats del Rei. El 1778 es casà amb la mare d'Arbuthnot, Ana Batson, una heretera, filla d'Eduard Buckley Batson. La parella tingué 14 fills: nou fills i cinc filles.
Harriet passà la major part de la infantesa a la casa familiar Fulbeck Hall, a Lincolnshire, que es troba al capdamunt dels turons sobre Grantham. La casa familiar, que l'havia cedida el seu pare a Henry Fane, no era pas aleshores una mansió moderna i gran. Fou reconstruïda després d'un incendi el 1733, posteriorment fou ampliada i modernitzada el 1784 per Henry Fane. A Fulbeck, Harriet i els seus 13 germans gaudiren d'una infantesa rural còmoda i amb una raonable abundància.
El pare de Harriet Fane morí quan ella tenia nou anys, però la fortuna familiar millorà força el 1810, quan la seva mare heretà la propietat Avon Tyrrell a Hampshire i l'Upwood a Dorset. Això va proveir la vídua senyora Fane d'un ingrés anual de 6.000 £, un ingrés considerable per als estàndards de l'època, tot i que amb 14 fills i una posició en societat a mantenir els diners no eren pas excessius.

## Matrimoni
Harriet Fane es casà amb Charles Arbuthnot, membre del parlament, el 31 de gener de 1814 a Fulbeck. Nascut el 1767, el seu marit era 26 anys més gran que ella, una diferència d'edat que al començament causà que la seva família s'hi oposés al compromís. Un altre obstacle principal per finir els arranjaments del matrimoni fou el financer. La seva mare delegà les disposicions del matrimoni de la seva filla de 20 anys en el seu fill gran Vere, un vidu de 46 anys que es considerava qualificat per als afers per haver treballat al Banc Child. Sembla que Vere Fane i la seva mare al principi no estiguessin preparats per invertir prou diners en la seva germana per satisfer el futur marit, per això el xicot va escriure a la seva promesa: «Com podrem vós i jo sobreviure amb 1.000 o 1.200 £, si la vostra mare troba tan difícil sobreviure amb 6.000 £, que no pot oferir-li cap ajut en absolut?».

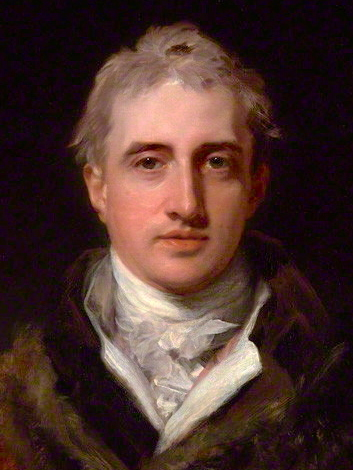
Robert Stewart, vescomte de Castlereagh (1812–1822). El «millor i més estimat amic» de Harriet Arbuthnot.

Charles ARbuthnot era vidu amb quatre fills, el seu fill Charles era nou anys més petit que la seva nova dona. La seva primera dona, Marcia, que fou dama de companyia de la princesa de Gal·les, Carolina de Brunsvic-Wolfenbüttel, havia mort el 1806. Com els altres dos homes que la seva segona dona tant admirà, Robert Stewart, vescomte de Castlereagh, i Wellington, Charles Arbuthnot era membre de l'aristocràcia angloirlandesa. Fou membre del parlament des del 1795, quan formà part de la constitució parlamentària d'East Looe. Quan es casà amb Fane, era membre de la constitució parlamentària de St. Germans. Havia interromput breument la seva carrera política per ser ambaixador extraordinari a l'Imperi Otomà entre el 1804 i 1807. El matrimoni amb Charles Arbuthnot, considerat un pilar de l'establishment, va obrir totes les portes a la seva nova i jove dona, qui, com un dels 14 fills del fill més petit d'una família aristocràtica que no posseïa gran fortuna, d'altra manera, hauria romàs en la perifèria de l'alta societat. Tot i que tal com il·lustra la discussió sobre la seva dot, la situació financera no era gaire favorable.
Mitjançant el seu matrimoni, Harriet Arbuthnot va bastir ponts amb poderosos homes de gran edat. Acostumava a descriure Castlereagh com el seu «millor i més estimat amic», fins que va morir el 1822, quan transferí els seus afectes a un altre gran noble angloirlandès del segle xix, el duc de Wellington. Això no obstant, tots els cronistes socials de l'època convenen que el seu matrimoni era feliç de debò, el seu marit era tan amic de Wellington com ho era la seva dona. Casada amb un polític, estava fascinada pel medi que l'envoltava i Charles gaudia del seu èxit com a amfitriona política, exercint les seves energies per promoure les causes del Partit Tory. Tot i que era la part dominant de la parella, la seva perspectiva conservadora li assegurà el favor continu entre els seus ancians admiradors tories. Al començament del matrimoni el seu marit va servir com Sotssecretari del Tresor. Més endavant, el 1823, li donaren el Departament de Fustes i Boscs, una posició que el posà a càrrec de Parcs i Jardins Reials. El subseqüent accés a la família reial va permetre-li augmentar no només el seu estatus, sinó també el de la seva dona.
Comentant als seus diaris sobre les dones dels grans homes de l'època, Arbuthnot mostrà un enginy agut i irònic. De la princesa Dorothea Lieven, antiga amant de Wellington i dona de l'ambaixador de l'Imperi Rus a Londres del 1812 al 1834, n'escrigué: «és curiós que els amors i les intrigues d'una femme galante puguin tenir tal influència sobre els afers d'Europa.». Òbviament, Arbuthnot no comprenia que alguns membres de la societat londinenca la consideraven també una femme galante.
Les seves observacions polítiques clarament són estrictes des del seu punt de vista tory. Tanmateix, la seva descripció detallada de la rivalitat pel poder entre els tories i els liberals, que va ocórrer entre el 1822 i el 1830, és una de les fonts més autoritzades d'aquella lluita.

## Relació amb Wellington

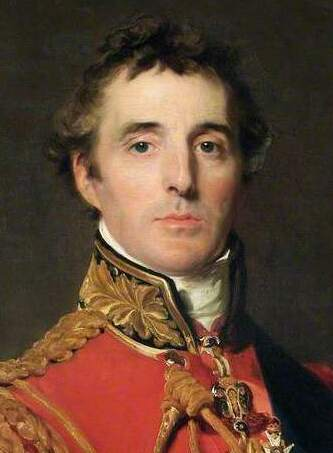
Arthur Wellesley, Comte de Wellington. Harriet Arbuthnot fou «la seva millor amiga»

És probable que a Wellington li cridés l'atenció Arbuthnot durant la reobertura dels salons de París el 1814, després de l'exili de Napoleó a Elba. Wellington havia estat designat ambaixador britànic a la Cort de les Teuleries i força visitants anglesos s'instal·laren a la ciutat, amb ganes de viatjar pel continent i socialitzar-se després de les Guerres Napoleòniques.
Entre aquelles mostres d'hospitalitat en un ambient animat es trobaven els Arbuthnot, acabats de casar. Charles Arbuthnot coneixia Wellington perquè havia estat un fort ajut per al germà del duc, Henry, durant el seu divorci el 1810. És possible que Wellington hagués conegut o almenys hagués sentit a parlar de Harriet Arbuthnot (car era cosina germana dels seus amics preferits, la família Burghersh). Tanmateix, fou només fins després de la mort de Castlereagh el 1822 que l'amistat Wellington-Arbuthnot aflorí. És improbable que es desenvolupés qualsevulla relació propera abans d'aleshores. Wellington va instal·lar-se a l'Hotel de Charost (recentment desocupat per la germana de Napoleó, la princesa Paulina Bonaparte) i celebrà pertot arreu del restaurat París, ja s'havia trobat una propera companyia femenina, Giuseppina Grassini. Aquesta dona, coneguda a causa de la seva amistat amb Napoleó com «la Chanteuse de l'Empereur», va escandalitzar la societat de París tant anglesa com francesa, apareixent del braç de Wellington sobretot després de l'arribada a París de Catherine Wellesley, duquessa de Wellington.
La història d'un ménage à trois entre Harriet Arbuthnot, el seu marit i Wellington, sobre la qual s'especulà extensament, ha estat rebutjada per alguns biògrafs. No obstant això, s'ha dit que el duc, infeliçment casat, gaudí de la seva relació amb Arbuthnot perquè trobà en la seva companyia «la comoditat i felicitat que la seva dona no podia donar-li». Arbuthnot fou segurament la confident del duc en tots els afers, sobretot en el del seu matrimoni. Wellington li confià que només es casà amb la seva dona perquè «van demanar-me de fer-ho» i que «no n'estava ni mínimament enamorat, d'ella». De fet, Wellington no havia vist la seva dona durant els deu anys previs al dia de la seva boda. Després del matrimoni, els nuvis trobaren que no tenien gairebé res en comú. Malgrat haver tingut dos fills, van fer vides separades fins a la mort de la duquessa de Wellington el 1831.
Com a conseqüència del seu matrimoni insatisfet, Wellington formà relacions amb altres dones, però fou per a Arbuthnot per a qui 
«reservà el seu afecte més profund». El seu marit aleshores treballava per al Tresor i Arbuthnot va esdevenir en una mena de secretària social de Wellington durant el primer terme de la seva funció com a primer ministre, entre gener del 1828 i novembre del 1830. S'ha suggerit que el duc de Wellington va permetre-li l'accés gairebé sense restricció a tots «els secrets del gabinet». Independentment dels seus coneixements i accés, sembla que no fou capaç d'influir en el duc, però ni tan sols el seu rebuig per incloure el seu marit al gabinet el gener de 1828 arribà a fer trontollar la intimitat del trio.
Wellington no feu cap intent per amagar la seva amistat amb Harriet Arbuthnot. Una indicació que la seva relació fou platònica i acceptada com a tal en els graons més alts de la societat pot entreveure's del fet que la duquessa de Kent va permetre a Wellington presentar Arbuthnot amb la seva filla petita, la futura Reina Victòria, el 1828. Arbuthnot apuntà que la jove princesa era «...la nena més encantadora que mai abans havia vist» i que «la duquessa de Kent és una persona molt sensible, que l'educa notablement bé». Les impressions d'Arbuthnot sobre la duquessa eren menys que innocents i no eren pas compartides per Wellington i altres figures de l’establishment. Tanmateix, si el caràcter d'Arbuthnot no hagués estat jutjat respectable, no li haurien permès una audiència amb la jove princesa.
Moltes d'altres referències en el diari d'Arbuthnot eren menys respectuoses que aquelles en què recordava la duquessa de Kent. Wellington i Arbuthnot sovint viatjaven plegats i una visita al palau de Blenheim que compartiren el 1824 provocà una entrada càustica en el seu diari sobre el col·lega del duc de Wellington, el cinquè duc de Marlborough, de qui va escriure: «La família del gran general ha anat tristament en decadència i és una desgràcia per a l'il·lustre nom de Churchill, que ells han decidit reassumir en aquell moment. El present duc està sobrecarregat de deutes, és si de cas poc més que un estafador comú... ».
Quan Wellington i els tories van caure del poder el novembre de 1830, Arbuthnot va perdre interès en el seu diari i assenyalà: «Ara escriuré rarament en el meu llibre, ho dic amb desafiament, ja que tret del Duc, cap dels homes públics no m'interessa». El seu registre de la desintegració del Partit Tory és una narració partidista a fons, exacta quant a esdeveniments fora del cercle interior del partit, però en una escala més ampla i no tan completament política com la de Henry Hobhouse.